# Dioscorea haumanii
Dioscorea haumanii là một loài thực vật có hoa trong họ Dioscoreaceae. Loài này được Xifreda mô tả khoa học đầu tiên năm 1982.